# Joseph Vijay Chandrasekhar
Joseph Vijay Chandrasekhar, även känd som Ilaya Thalapathy, född den 22 juni 1974 i Madras i provinsen Tamil Nadu, södra Indien, är en indisk skådespelare inom den tamilska filmindustrin. Han började med sin karriär med filmen Nalaya Theerphu som kom ut 1992.